# Bistum Osório
Das Bistum Osório (lateinisch Dioecesis Osoriena, portugiesisch Diocese de Osório) ist eine in Brasilien gelegene römisch-katholische Diözese mit Sitz in Osório im Bundesstaat Rio Grande do Sul.

## Geschichte
Das Bistum Osório wurde am 10. November 1999 durch Papst Johannes Paul II. mit der Apostolischen Konstitution Apostolicum supremi aus Gebietsabtretungen des Erzbistums Porto Alegre und des Bistums Caxias do Sul errichtet. Es wurde dem Erzbistum Porto Alegre als Suffraganbistum unterstellt.

## Bischöfe von Osório
- Thadeu Gomes Canellas, 1999–2006
- Jaime Pedro Kohl PSDP, seit 2006